# Banyliw (przystanek kolejowy)
Banyliw (ukr. Банилів, rum. Bănila pe Ceremuș, ros. Банилов) – przystanek kolejowy w miejscowości Banyliw, w rejonie wyżnickim, w obwodzie czerniowieckim, na Ukrainie. Położony jest na linii Zawale – Wyżnica.
Przed II wojną światową stacja kolejowa. W późniejszym okresie została zdegradowana do roli przystanku.